# Lacey Wildd
Lacey Wildd (Montgomery, Virginia Occidental; 23 de abril de 1968), nombre artístico de Paula Ann Simonds, es una actriz de películas de serie B, personalidad televisiva, concursante de reality shows y modelo estadounidense. Es conocida por sus extremas modificaciones corporales y la proporción de su busto. Wildd saltó a la fama cuando apareció en la serie documental de MTV True Life.

## Cirugías

### Aumentos de pecho
Wildd ha gastado más de 250 000 dólares en cirugías de aumento de pecho. Originalmente una copa A, desde entonces se ha movido a una copa LLL. Para lograr esto, Wildd ha tenido 12 cirugías separadas. A mediados de 2014, Wildd se preparó para una cirugía para pasar a una copa QQQ. Para evitar el acoso, llegó a no revelar las señas del médico que realizó dicha operación. Viajó a Brasil, un país muy conocido por el turismo médico, para completar la cirugía.
Para sostener sus aumentos de pecho, Wildd tuvo que hacerse coser piel de cerdo dentro del abdomen. Afirmó que "se siente como las cuerdas de una guitarra". También tuvo que someterse a una operación de sujetador interno para sostener sus pechos y asegurarse de que su piel pudiera soportarlos.
Para dormir, Wildd tiene que acostarse en un ángulo de treinta grados, o se siente como si "se asfixiara". En su tamaño actual, sus pechos pesan 42 libras juntos (algo más de 19 kg.).

### Otras cirugías
Wildd se ha sometido, hasta 2014, a 36 operaciones de cirugía plástica y ha declarado: "Quiero ser la Barbie adulta, como la Barbie extrema". Se ha agrandado los glúteos, se ha hecho los ojos más anchos, se ha adelgazado la nariz y un sinfín de procedimientos más.

## Negocios
En 2016, Wildd se convirtió en psíquica profesional, utilizando el nombre de Ghostbusty. Ella declaró: "Todo sucede por una razón y sé que se suponía que tenía tetas enormes para ayudar al mundo un alma a la vez [...] Tuve experiencias cercanas a la muerte cuando era niña y creo que eso es lo que me hizo tener estas habilidades. Una vez me negué a subir a un coche que se estrelló y mató al pasajero y otra vez me caí a un pozo. Desde que tengo uso de razón he intentado ocultar esta faceta mía, pero mi ex novio me hizo ver que era algo que había que aceptar". Hace lecturas desde su casa en Dania Beach (Florida).

## Vida personal
Wildd es madre de seis hijos. Su hija Tori ha aparecido en una entrega de True Life, la serie documental de MTV, en el capítulo tituladoserie de la MTV, titulada "I Have A Hot Mom". Tori, que se ha opuesto a las diversas cirugías a las que se ha sometido su madre, ha declarado: "Mi vida gira en torno a sus tetas". Su hijo Brandon ha declarado: "Todo es falso, creo. Creo que estaba guapa incluso antes de operarse".
ABC News informó de que Wildd se casó a los 16 años y se divorció con dos hijos a los 21 años. Tras su divorcio, trabajó como camarera, donde cambió su color de pelo de castaño a rubio y se sometió a su primera cirugía de aumento de pecho.